# Nicole-Claude Mathieu
Pour les articles homonymes, voir Mathieu.
Nicole-Claude Mathieu est une anthropologue française contemporaine, militante féministe, née le 28 novembre 1937 à Sainte-Radégonde-des-Noyers et morte le 9 mars 2014,, à Paris. Elle est connue pour ses travaux sur le genre, dans une optique féministe matérialiste.

## Aperçu biographique
Nicole-Claude Mathieu est née le 28 novembre 1937 en Vendée. Sa mère est institutrice et fille de métayers vendéens et son père est ingénieur et fils d'ouvriers champenois. Elle a une sœur aînée et pas de frère.
En raison des aléas liés à la Seconde Guerre mondiale et de l'éloignement de sa mère tuberculeuse, elle est placée en divers lieux et milieux sociaux puis élevée par sa grand-mère paternelle dont elle écoute longuement le récit de ses conditions de vie.
Elle est initiée très tôt aux grandes découvertes scientifiques par son père, ainsi qu'à la pêche au brochet et la chasse au sanglier. Elle assiste aussi aux grèves ouvrières qui ont lieu dans l'usine dirigée par son père.
Elle étudie dans un collège public de filles, dont les professeurs sont des femmes.
Selon elle, le fait de ne pas avoir grandi dans une famille « hétéro-normale », et entourée d'amitiés féminines lui permit de grandir « en être humain ».
Entre 1956 et 1962, elle mêle des études de lettres, de sociologie et d’ethnologie.
En 1960, Nicole-Claude Mathieu est stagiaire auprès du Haut-Commissariat au plan de la République centrafricaine à Bangui. De 1966 à 1969, elle est rédactrice de la revue Les Carnets de l'enfance du Fonds des Nations unies pour l'enfance. En 1970, elle est assistante de recherche contractuelle au Centre d'études sociologiques à Paris. En 1971, elle entre comme chef de travaux au Laboratoire d'anthropologie sociale de l'EHESS, alors dirigé par Claude Lévi-Strauss,. En 1977, elle participe à la création de la revue Questions féministes.
Ses principaux articles d'anthropologie sur la condition féminine, l'identité et le genre sont rassemblés dans un recueil de 1991, intitulé L’Anatomie politique. Si ses travaux lui valent une reconnaissance intellectuelle à l'étranger, et notamment au Canada où elle est faite Docteure honoris causa en sciences sociales par l'Université Laval, il n'en est pas de même au sein de l'École des hautes études en sciences sociales, où travailler sur les rapports sociaux de sexe et être féministe étaient extrêmement mal vus. Cela explique sans doute, pour l'une de ses anciennes collègues de travail, sa stagnation jusqu'en 1990 au poste promis à la disparition de chef de bureau, et sa nomination très tardive en tant que maîtresse de conférences.

## Honneurs et distinctions
Le 15 juin 1996, Nicole-Claude Mathieu est reçue docteur en sciences sociales honoris causa à l'Université Laval au Québec.

## Publications
- « Études féministes et anthropologie » et « Différenciation des sexes », in Pierre Bonte & M. Izard (dir.), Dictionnaire de l'ethnologie et de l'anthropologie, Paris, PUF, 1991.
- L’Anatomie politique. Catégorisations et idéologies du sexe, Paris, Côté-femmes, 1991.
- « Bourdieu ou le pouvoir auto-hypnotique de la domination masculine », Les Temps modernes, no 604, 1999.
- « Sexe et genre », in Helena Hirata, Françoise Laborie, Hélène Le Doaré & Danièle Senotier (dir.), Dictionnaire critique du féminisme, Paris, PUF, 2000.
- « Féminin – féminin et masculin », in Michela Marzano (dir.), Dictionnaire du corps, Paris, PUF, 2007.
- L'Anatomie politique 2. Usage, déréliction et résilience des femmes, Paris, La Dispute, coll. « Le genre du monde », 2014.

Direction d'ouvrages
- Arraisonnement des femmes, essais en anthropologie des sexes, Paris, EHESS, 1985.
- Une maison sans fille est une maison morte. La personne et le genre en sociétés matrilinéaires et/ou uxorilocales, Paris, Éditions de la Maison des sciences de l'homme, 2007.